# HMS Inflexible (1780)
HMS Inflexible (1780) — 64-пушечный линейный корабль 3 ранга Королевского флота. Второй корабль Его величества, названный Inflexible. Головной корабль одноименного типа.

## Постройка
Заказан 5 февраля, перезаказан 26 февраля 1777 года. Заложен в апреле 1777 года. Спущен на воду 7 марта 1780 года на частной верфи Barnard в Харвиче. Достроен и обшит медью в 13 июня 1780 года на королевской верфи в Чатеме.
Чертежи были одобрены 26 февраля 1777 года. Проект Джона Уильямса представлял собой уменьшенную копию 74-пушечного типа Albion Слейда, который в свою очередь основывался на 90-пушечном HMS Neptune (1730), строившемся по Уложению 1719 года. Таким образом, к моменту спуска головного Inflexible проекту было уже более 60 лет. В готовом корабле нашли недостатки по части ходовых качеств, и больше 64-пушечные по этому чертежу не строились.

## Служба

### Американская война за независимость и после
1780 — вступил в строй в феврале, капитан Джон Рэйнор (англ. John Raynor); позже капитан Роуленд Коттон (англ. Rowland Cotton); летом с флотом Гири, осенью с флотом Дарби.
1781 — 13 марта был с Дарби в операции по снабжению Гибралтара.
1782 — капитан Джон Четвинд (англ. john Chetwynd); 6 февраля с эскадрой сэра Ричарда Бикертона ушел в Ост-Индию.
1783 — 20 июня с эскадрой вице-адмирала Хьюза был при Куддалоре.
1784 — ушел в Англию с Бикертоном; июнь, выведен в резерв и рассчитан.
1785 — апрель, средний ремонт в Чатеме по январь 1786 года

### Французские революционные войны
1793 — сентябрь-декабрь, переделан в грузовой транспорт в Чатеме; введен в строй в октябре, капитан Соломон Феррис (англ. Solomon Ferris), командовал до 1799 года; назначен в Даунс.
1795 — апрель, выведен в резерв и рассчитан; немедленно возвращен в строй, тот же капитан; ремонт по июль, вооружен как 64-пушечный корабль в Вулвиче; вошел в эскадру адмирала Адама Дункана.
1797 — май-июнь, замешан в мятеже в Норе; 15 июня сдался властям среди последних.
1798 — с марта использовался как войсковой транспорт. 
1799 — май-июль, переделан в войсковой транспорт в Ширнесс;
В июне 1799 года сэр Хоум Попхэм (англ. Home Popham) получил особое задание; вместе с коммандером Уильямом Дэниелом (англ. William Daniel) он на Inflexible прибыл в Ревель, где нашел 8-тысячную русскую армию, собранную для Голландской экспедиции. Из Ревеля сэр Попхэм отправился в Кронштадт с миссей к императору Павлу, оставив Дэниела грузить войска на транспорты, после чего совершил переход на Blonde, сопровождая транспорты в Тексель.
Октябрь, Inflexible выведен в резерв и рассчитан; декабрь, снова оснащен как войсковой транспорт в Чатеме по март 1800 года. 
1800 — январь, возвращен в строй, капитан Бенджамин Пейдж (англ. Benjamin Page), переведен с HMS Orpheus.
25 апреля Inflexible, вместе со Stately, Wassenaer, Alkmaar, Charon, Expedition, Hebe, Pallas, Romulus, Sensible, Niger, Resource и Vestal вышел в море с войсками на борту; все командиры кораблей получили запечатанные приказы.
1801 — 7 января пришел в Плимут с трещиной фор-стеньги, полученной при шторме у мыса Лизард. Имел груз морских и военных припасов для Мальты. 10 января, закончив ремонт, вышел в Корк чтобы принять на борт гусар фон Гомпеша для доставки на Мальту.
С 8 марта по 2 сентября служил у египетского побережья.
3 декабря вернулся в Портсмут с 560 гвардейцами с Мальты.
1802 — апрель, выведен в резерв и рассчитан; поставлен в отстой.

### Наполеоновские войны
1803 — ноябрь, снова оснащение под войсковой транспорт в Чатеме по февраль 1804 года.
1804 — январь, возвращен в строй, капитан Томас Бейли (англ. Thomas Bayley); вошел в эскадру Северного моря.
1805 — январь, восстановлен статус 64-пушечного; 12 апреля взял 4-пушечный французский корсар Alerte.
1806 — декабрь, перевооружен:
- гондек: 26 × 24-фн пушек Говера,
- опердек: 26 × 24-фн пушек Говера,
- шканцы: 2 × 24-фн пушки Говера + 10 × 24-фн карронад,
- бак: 2 × 24-фн карронады.

1807 — январь-июнь, Чатем, оснащение для службы в море, формально как 64-пушечный, фактически все орудия одинаковые 24-фунтовые; введен в строй в феврале, капитан Джордж Скотт (англ. George Scott); позже капитан Джошуа Ватсон (англ. Joshua Watson); 7 августа прибыл под Копенгаген с большим конвоем транспортов; 15 августа−20 октября был при Копенгагене, затем выведен в резерв и рассчитан.
1808 — август, возвращен в строй, капитан Дональд Маккей (англ. Donald Mackay), переведен с HMS Druid; с октября капитан Томас Браун (англ. Thomas Browne).
1809 — май, переделан в Чатеме под плавучий пороховой магазин, для перевода в Галифакс (Новая Шотландия) (приказом Адмиралтейства от 16 апреля 1808), где стоял до 1820 года. По другим сведениям, использовался также как плавучая казарма.
11 июня вместе со шлюпом HMS Bonne Citoyenne покинул Спитхед с торговым конвоем в Квебек. 2 июля шлюп отстал от конвоя, удачно дал бой и взял французский фрегат Furieuse.
1820 — разобран в Галифаксе.